# Kim Jong Chu
Kim Jong Chu (Hangul: 김영주) (Mangyondae, nu Pyongyang), 21 september 1920 - Pyongyang, 14 december 2021) was een Noord-Koreaans politicus.
Hij was lid van de communistische Koreaanse Arbeiderspartij (CND). Kim Jong Chu was de jongere broer van Kim Il-sung. Na diens overlijden werd Kim Jong Chu een van de vicepresidenten van Noord-Korea, samen met Park Sung-chul, Li Jong-ok en Kim Pyong Sik, waarnemend staatshoofd, een functie die hij tot 1998 bleef bekleden.
Hij overleed in 2021 op 101-jarige leeftijd.
- International Standard Name Identifier: 0000 0000 2166 2821
- Library of Congress Control Number: n81075693
- Virtual International Authority File: 60404935
- WorldCat: E39PBJdrGRRwrjHbcwtymWG4MP